# Linhomoeus gracilisetosus
Linhomoeus gracilisetosus is een rondwormensoort uit de familie van de Linhomoeidae. De wetenschappelijke naam van de soort is voor het eerst geldig gepubliceerd in 1946 door Allgén.